# Carrie Coon
Carrie Alexandra Coon (sinh ngày 24 tháng 1 năm 1981) là nữ diễn viên người Mỹ. Trong sự nghiệp, cô từng giành một giải Critics' Choice Television, cũng như hai đề cử giải Primetime Emmy, một đề cử giải Tony. 
Cô có đề cử Emmy đầu tiên ở hạng mục "Nữ chính nổi bật sê-ri truyền hình ngắn hạn" cho vai Gloria Burgle trong mùa ba của sê-ri Fargo (2017, đài FX), đề cử thứ hai cho "Nữ chính nổi bật sê-ri chính kịch" với vai diễn trong The Gilded Age (2022–nay, kênh HBO). Cô cũng từng tham gia các phim The Leftovers với vai Nora Durst (2014–2017, HBO), The Sinner (2018), The White Lotus (2025).
Ở lĩnh vực điện ảnh, phim đầu tiên cô góp mặt là Gone Girl (2014), sau đó là The Post (2017), Widows (2018), The Nest (2020), Boston Strangler và His Three Daughters (đều năm 2024). Cô từng thủ vai phản diện Proxima Midnight trong phim siêu anh hùng Avengers: Infinity War (2018), đóng một số phim hài như Ghostbusters: Afterlife (2021) và Ghostbusters: Frozen Empire (2024). Trong mảng sân khấu, Coon có vai diễn Broadway trong vở Who's Afraid of Virginia Woolf? bản làm lại năm 2012, qua đó giành được một đề cử giải Tony cho "Nữ diễn viên kịch xuất sắc nhất".

## Tiểu sử
Carrie Alexandra Coon sinh ngày 24 tháng 1 năm 1981 tại Copley, Ohio, cha mẹ là John và Paula (nhũ danh: Ploenes). Cô có một anh trai, một chị gái và hai em trai. Năm 1999 cô tốt nghiệp Trung học Copley, năm 2003 tốt nghiệp Đại học Mount Union với bằng Cử nhân Nghệ thuật tiếng Anh và Tây Ban Nha. Năm 2006, cô nhận bằng Thạc sĩ Mỹ thuật khoa diễn xuất trường Đại học Wisconsin–Madison.

## Danh sách phim

### Điện ảnh
| Năm  | Tên                                   | Vai              | Ct            |
| ---- | ------------------------------------- | ---------------- | ------------- |
| 2014 | Gone Girl                             | Margo "Go" Dunne |               |
| 2016 | Strange Weather                       | Byrd             |               |
| 2017 | The Keeping Hours                     | Elizabeth        |               |
| 2017 | Izzy Gets the F*ck Across Town        | Virginia         |               |
| 2017 | The Post                              | Meg Greenfield   |               |
| 2018 | The Legacy of a Whitetail Deer Hunter | Linda Ferguson   |               |
| 2018 | Avengers: Infinity War                | Proxima Midnight |               |
| 2018 | Kin                                   | Morgan Hunter    |               |
| 2018 | Widows                                | Amanda Nunn      |               |
| 2020 | The Nest                              | Allison O'Hara   |               |
| 2021 | Ghostbusters: Afterlife               | Callie Spengler  |               |
| 2023 | Boston Strangler                      | Jean Cole        |               |
| 2023 | His Three Daughters                   | Katie            |               |
| 2023 | Another Happy Day                     | Irene            | Đồng sản xuất |
| 2024 | Ghostbusters: Frozen Empire           | Callie Spengler  |               |
| 2024 | Lake George                           | Phyllis          | [ 7 ]         |